# Description archivistique encodée
Pour les articles homonymes, voir Description (homonymie) et EAD.
La description archivistique encodée (en anglais, Encoded Archival Description ou EAD) est un standard d’encodage des instruments de recherche archivistiques basé sur le langage de balisage XML. Il est maintenu par la Society of American Archivists en partenariat avec la Bibliothèque du Congrès.
L'EAD est utilisé internationalement, en particulier par les services d’archives, bibliothèques et musées pour décrire des fonds d'archives, des collections de manuscrits et des collections hiérarchisées de documents ou d’objets (photographies, microfilms, pièces de musée). Il est disponible sous la forme d'une DTD et d'un schéma XML.

## Historique
Le développement de l’EAD a commencé en 1993 à l'Université de Californie à Berkeley. L’objectif du projet était de créer un standard d’encodage des descriptions de documents d'archives qui puisse être interprété par un ordinateur, permettre une grande facilité d’interrogation et contenir des informations beaucoup plus riches que les notices traditionnellement décrites en format MARC. La DTD devait répondre aux exigences suivantes :
- Présenter les informations descriptives étendues habituellement trouvées dans les instruments de recherche archivistiques et permettre de les lier ensemble ;
- Conserver les relations de hiérarchie existant entre les différents niveaux de description ;
- Prendre en compte l’information descriptive héritée d’un niveau hiérarchique supérieur ;
- Permettre de se déplacer au sein d’une structure informationnelle hiérarchisée ;
- Permettre une indexation et une extraction de l’information spécifiques au niveau des éléments de la DTD.

En juillet 1995, un groupe d’experts américains a été créé pour continuer le travail commencé à Berkeley. Peu après, la Société des archivistes américains a décidé de prendre part au développement de la DTD et en janvier 1996 la Bibliothèque du Congrès s'est engagée à assurer la maintenance informatique et la diffusion de l’information sur la DTD.
Développée initialement en SGML, la DTD EAD a été rendue conforme à l’XML afin de permettre une meilleure diffusion sur le web. La version EAD 1.0 a été publiée à la fin d’août 1998 et une seconde version, EAD 2002, en décembre 2002. En février 2007, l'EAD a été publié sous la forme d'un schéma XML, dont la mise en œuvre permet de mieux contrôler la valeur et le format de certaines informations et de favoriser les échanges éventuels avec d’autres DTD, comme celle sur l’EAC (contexte archivistique encodé) qui permet d’encoder des informations sur les producteurs de fonds d’archives.
Depuis 2010, l'EAD est en cours de révision afin d'améliorer son interopérabilité avec d’autres normes archivistiques, de faciliter les échanges entre établissements, et la réutilisation des données dans des contextes différents du contexte de production. La révision est pilotée par un sous-comité technique de la société des archivistes américains, auquel participent plusieurs experts étrangers. La version 3 a été publiée en 2015.

## Mise en œuvre
L'EAD version 2 a été mise en œuvre dans de nombreux établissements aux États-Unis et dans le reste du monde. La mise en ligne d'instruments de recherche et de catalogues encodés en EAD se fait par l'intermédiaire de feuilles de style qui transforment le code XML en HTML ou PDF.
En France, l'EAD est utilisé par les services d'archives et les bibliothèques, pour décrire des fonds d'archives ou des manuscrits isolés. Les Archives de France recommandent son usage aux archives des collectivités locales depuis 2002. Son utilisation en bibliothèque s'est généralisée dans la décennie 2000-2010, au département archives et manuscrits de la Bibliothèque nationale de France, dans le réseau des bibliothèques universitaires (réseau Calames) et dans les bibliothèques participant au Catalogue collectif de France (CCFr).
La documentation en français est disponible sur le portail France-Archives et sur le site de la Bibliothèque nationale de France, ainsi que sur un Guide des bonnes pratiques de l'EAD en bibliothèque qui, sans être normatif, s'impose de facto aux bibliothèques souhaitant profiter de l'EAD pour participer à des projets collectifs, en particulier le Catalogue collectif de France.
EAD est également utilisé dans un grand nombre de pays, notamment en Allemagne par les archives fédérales et des bibliothèques, et par des projets internationaux comme le Portail européen des archives.

## Caractéristiques techniques
La DTD EAD possède 146 éléments, dont 8 sont obligatoires[Lesquels ?]. C'est donc un format peu contraignant, mais suffisamment riche pour décrire précisément un fonds en suivant la norme internationale de description archivistique ISAD(G), utilisée notamment par les services d'archives français. Chaque élément de description archivistique défini par l’ISAD(G) est exprimé en EAD par un élément spécifique ou par une combinaison d’éléments. L'EAD permet en outre de décrire un fonds de manière hiérarchique, en suivant les principes établis par l’ISAD(G) (description du général au particulier, informations adaptées au niveau de description, lien entre les descriptions, non-répétition des informations). L'EAD peut également être utilisé pour encoder des fonds décrits avec d'autres standards. Ainsi, en France, l'ISAD(G) n'est pas utilisé par les bibliothèques, qui ont recours par exemple à la recommandation DeMArch pour décrire les manuscrits contemporains.
La grande souplesse de l'EAD rend impératif la rédaction de guides de bonnes pratiques permettant d'harmoniser les pratiques entre différents établissements et permettre les échanges de données. On peut citer à titre d'exemples les initiatives de la Bibliothèque nationale de France (en partenariat avec le ministère de la Culture),  du Research Library Group et de la bibliothèque du Congrès.